# Acretodityrann
Acretodityrann (Hemitriccus cohnhafti) är en fågel i familjen tyranner inom ordningen tättingar.

## Utbredning och systematik
Arten förekommer i sydvästra Amazonområdet i Brasilien (östra Acre) och närliggande sydöstra Peru (Madre de Dios) samt förmodligen också i angränsande norra Bolivia (Pando). Den behandlas som monotypisk, det vill säga att den inte delas in i några underarter.

## Status
IUCN kategoriserar den som nära hotad.